# 宁波银行
宁波银行股份有限公司（深交所：002142，简称：宁波银行），原称宁波市商业银行，是中国的一间区域性商业银行，於1997年創立，2007年改为现名，总部位于宁波。宁波银行的网点分布在宁波、上海、南京、杭州、深圳、苏州、北京、无锡、温州、金华、绍兴、台州、嘉兴等城市。
截至2019年年末，總資產為13177.13億人民幣，各項存款7715.21億人民幣，各項貸款5291.02億人民幣。

## 歷史
- 1997年4月10日，宁波市市区内17家城市信用社合并改组为城市商业银行，宁波市商业银行成立。
- 2004年，宁波市商业银行引入雅戈爾，杉杉集团等宁波本地龙头名企入股，增资14亿元。
- 2006年1月，新加坡华侨银行購入宁波市商业銀行12.2%的股權。
- 2007年由宁波市商业银行更名为宁波银行。
- 2007年5月18日在上海开办第一家异地分行。
- 2007年7月19日在中国深圳证券交易所上市。
- 2008年在杭州、南京、深圳开办分行。
- 2008年7月，将总行信用卡中心、授信管理部、金融市场部、财富管理部等部门由中国宁波迁往中国上海。
- 2010年在温州、无锡、北京开办分行。
- 2014年1月15日華僑銀行同意以3.83億坡元（約23.43億港元）增持正配股集資的內地寧波銀行，資金將由華僑銀行內部資源支付，交易有待內地監管機構批准，增持後，華僑銀行持股量將由15.34%升至20%。
- 2016年在嘉兴开办分行，2020年在嘉兴市嘉善县开办分行。

## 服务
2014年7月1日起，宁波银行从原区域性客服号码升级为全国统一号码95574，短信号码同步变更。在已设有分支机构的地区（含浙江、上海、北京、江苏、广东5省市），客户可直接拨打95574，其它地区须加拨宁波地区区号，即拨打0574-95574。